# NHK米子支局

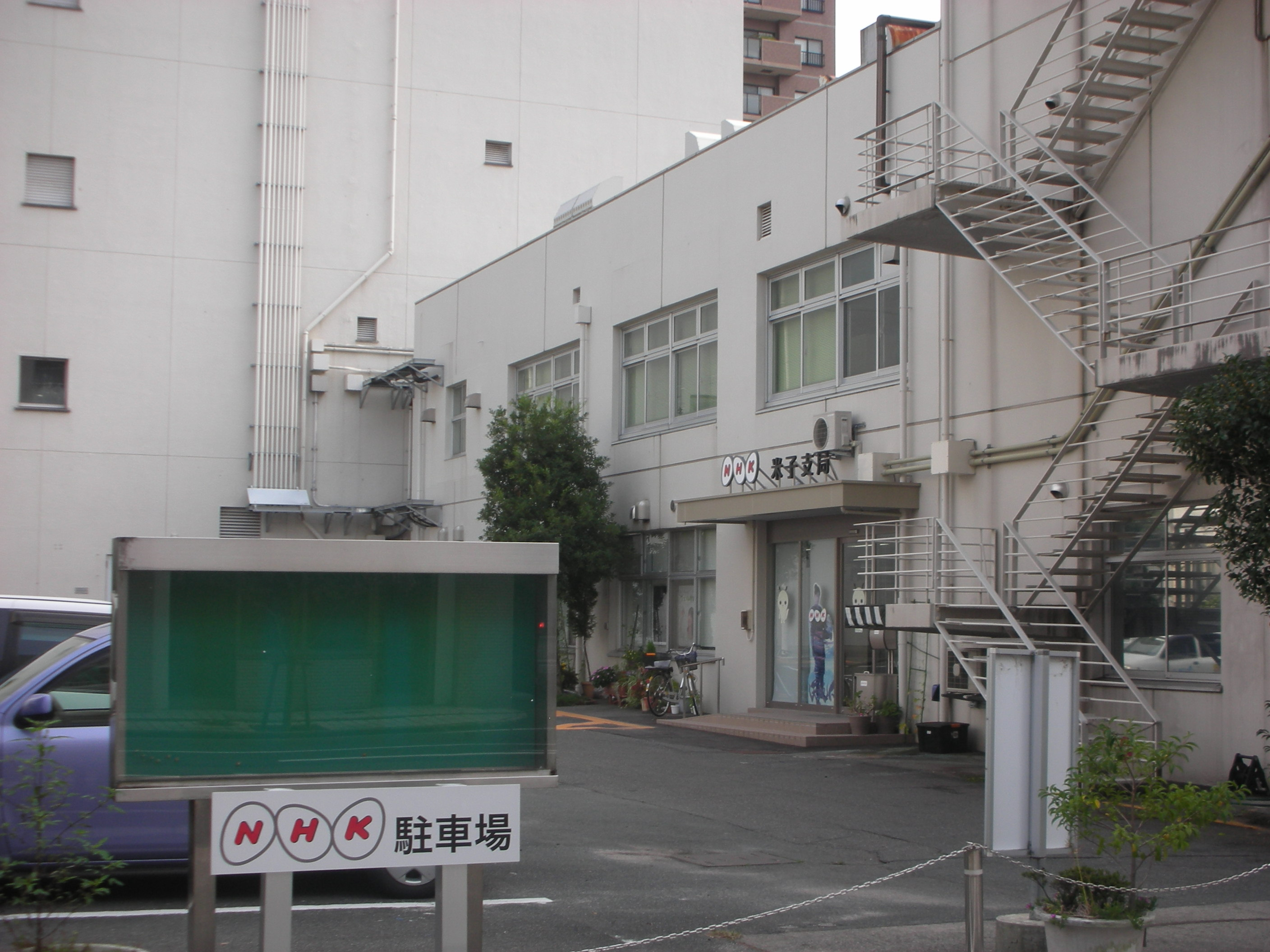

NHK米子支局，是日本放送協會位於鳥取縣米子市的支局，也是負責主管當地事務的放送支局。

## 频道频率一览

### 电视频道
- NHK综合频道（呼号）：
- NHK教育频道（呼号）：

### 广播频率
- NHK第一广播（呼号）：
- NHK第二广播（呼号）：
- NHKFM（呼号）：